# محمود سلیمان مغربی
محمود سلیمان مغربی (عربی: محمود سليمان المغربي؛ زاده ۲۹ نوامبر ۱۹۳۵ – درگذشته ۱۷ ژوئیه ۲۰۰۹) یک سیاستمدار و دیپلمات اهل لیبی بود. وی از ۸ سپتامبر ۱۹۶۹ تا ۱۶ ژانویه ۱۹۷۰ نخست‌وزیر لیبی بود.